# مبكرة النشاط

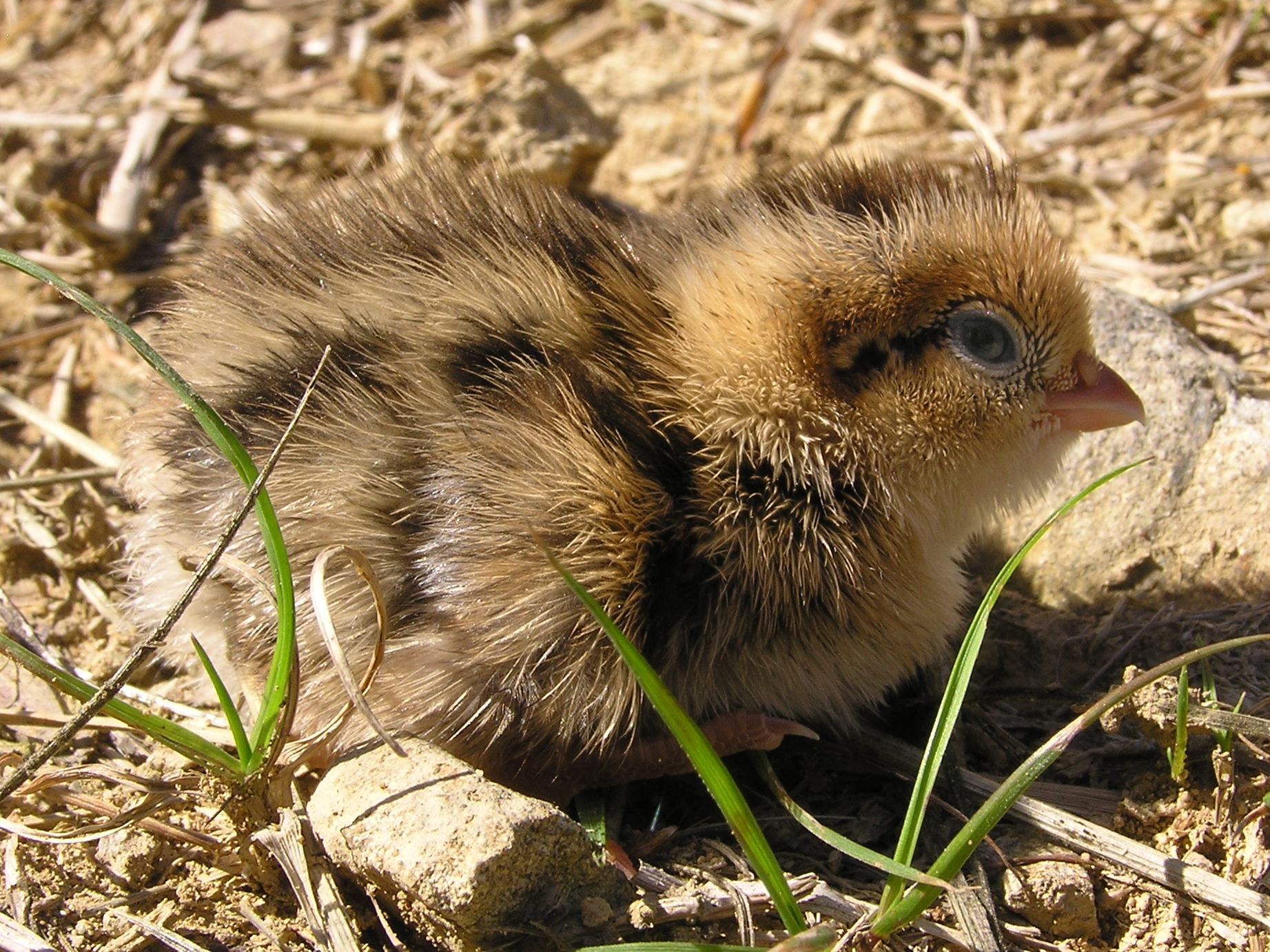
صغير سمان كاليفورنيا، يُعتبر مبكر النشاط.

في علم الأحياء، مبكرة النشاط (بالإنجليزية: precocial)، هي صفة لصغار الحيوانات الذين يكونون قادرين على الحركة مع اكتفاء ذاتي ونضوج وقدرة على التنقل إلى حد ما من لحظة الولادة أو الفقس. الصغار المبكري النشاط عادةً ما يكونون متطورين (وكبيري الحجم نسبيًا) عند الولادة، وتكون أعينهم مفتوحة، وقادرين على المشي.

## مميزات

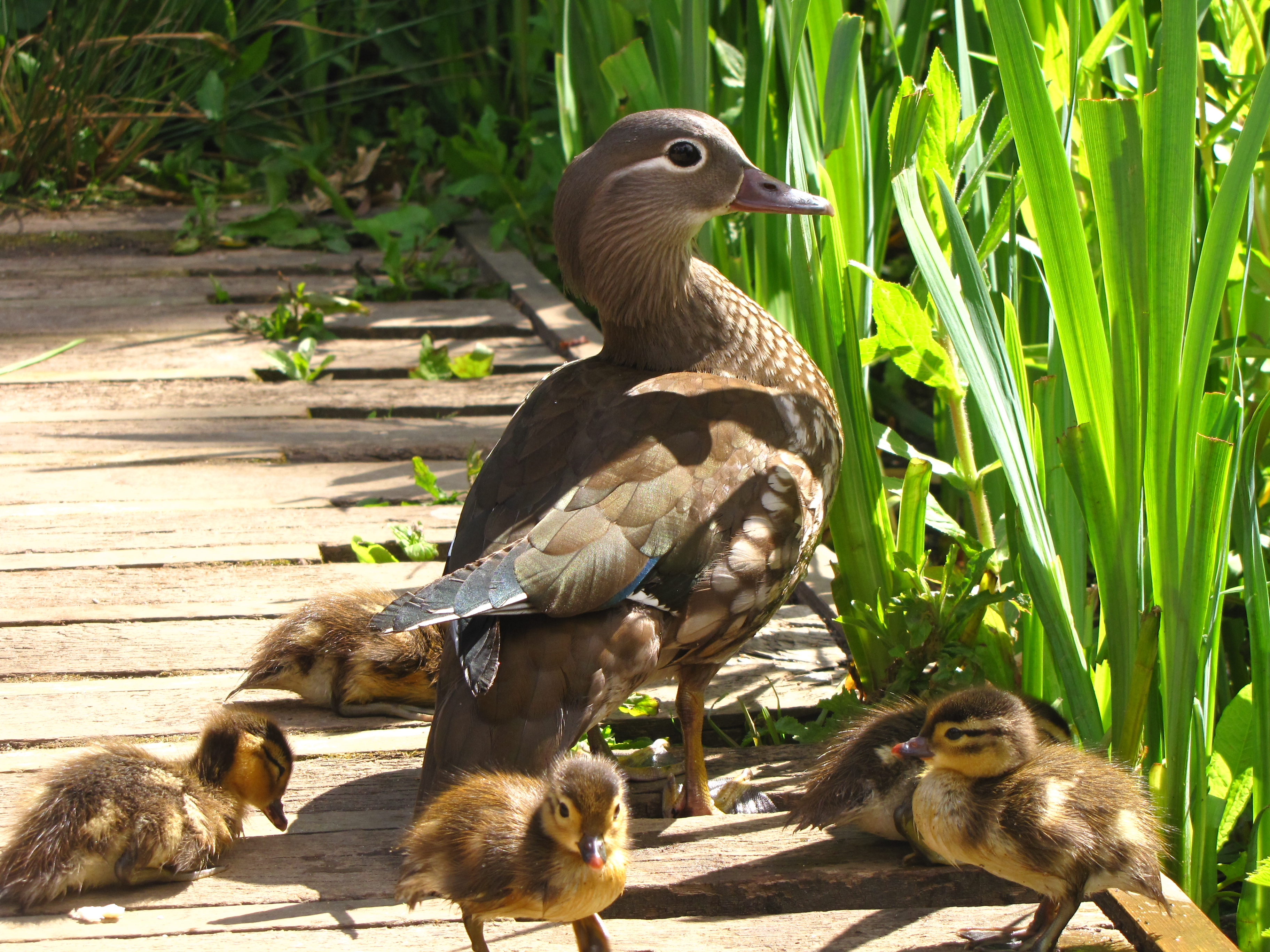
البط الصيني عادةً في غضون ساعتين من الفقس، يُدفع بالصغار إلى أقرب منطقة من الماء.

الفارق بين الأنواع المبكرة ونقيضها من الأنواع الأخرى واسع بشكل خاص في الطيور. تفقس الطيور قبل الأوان وعيونها مفتوحة ومغطاة بالريش الناعم الذي سرعان ما يتم استبداله بالريش من نوع بالغ. يمكن للطيور من هذا النوع أيضًا السباحة والركض في وقت أقرب بكثير بعد الفقس من البلوغ. يمكن أن تكون الطيور المبكرة جدًا جاهزة لمغادرة العش في فترة زمنية قصيرة بعد الفقس (24 ساعة على سبيل المثال). العديد من الكتاكيت المبكرة ليست مستقلة في التنظيم الحراري، وهي تعتمد على الآباء في حضنهم بحرارة الجسم لفترة قصيرة من الزمن. تجد الطيور قبل الأوان طعامها الخاص، في بعض الأحيان بمساعدة أو تعليمات من الوالدين. ومن أمثلة الطيور المبكرة النشاط الدجاج، أنواع عديدة من البط والأوز، الخواضات، التفلقية، وهواتزين.

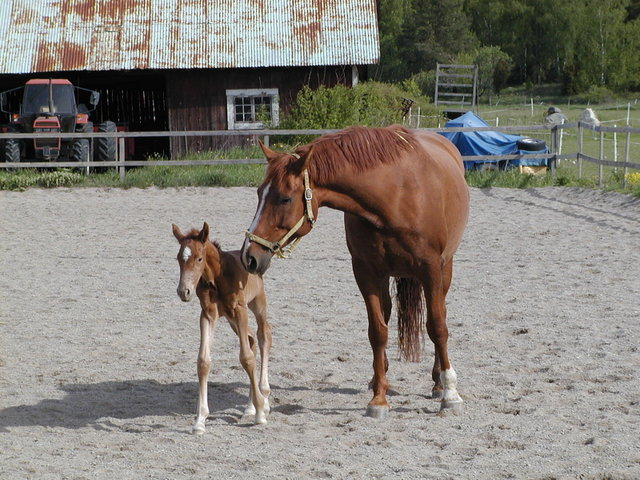
تُعرف الخيول بكونها مبكرة النشاط، ويمكن للمهرات أن تسير بسرعة مثل آبائها في غضون ساعات من ولادتها.

يمكن العثور على أنواع مبكرة النشاط في العديد من المجموعات الحيوانية الأخرى. الأمثلة المألوفة للثدييات المبكرة هي غالبية الحوافر، وخنزير غينيا، ومعظم أنواع الأرنب. هذا المثال الأخير مهم لأنه يوضح أن النشاط المبكر ليس سمة محافظة بشكل خاص، بالمعنى التطوري، حيث أن الأرنب تكون شديدة التغير. بالإضافة إلى ذلك، فإن جميع الزواحف هي مبكرة، حتى تلك التي لا تزال بحاجة إلى رعاية الوالدين مثل التماسيح، وكذلك الحيوانات التي تمر بمرحلة اليرقات مثل الأسماك والبرمائيات ومعظم اللافقاريات، على الرغم من عدم تكوين أي منها بالكامل عند الولادة، وعلى الرغم أيضًا من تواجد أمثلة على اليرقات غير الظاهرة مثل تلك الحشرات القشرية مثل النمل والنحل والدبابير، وكذلك العقارب.
الأنواع المبكرة النشاط عادة ما يكون فترة الحمل أو الحضانة طويلة مُقارنةً بالأنواع الأخرى.
ظاهرة التطبع التي درسها كونراد لورينز هي سمة للطيور المبكرة.

## فوق الاجتماعية
تسمى الأنواع المبكرة للغاية «فوق الاجتماعية». ومن الأمثلة على ذلك الطيور الكبيرة، التي لديها ريش طيران كامل، والتي يمكن أن تطير في بعض الأنواع في نفس اليوم الذي تفقس فيه من بيضها. الطيور المعاكسة  والتيروصورات كانت أيضا قادرة على الطيران تقريبًا بعد الفقس.
مثال آخر هو الحيوانات البرية الزرقاء، التي يمكن أن تقف عجولها في المتوسط خلال ست دقائق من الولادة والمشي في غضون ثلاثين دقيقة؛ ويمكن للصغار تجاوز الضباع خلال يوم واحد من الولادة. يمنحهم هذا السلوك ميزة على الأنواع العاشبة الأخرى؛ حيث يكونون أكثر وفرة 100 مرة في النظام البيئي.

## المصطلح
كلمة مبكرة "precocial" مشتقة من نفس الجذر المبكّر "precocious"، مما يعني في كلتا الحالتين النضج المبكر.